# Rödfotad skarv
Rödfotad skarv (Poikilocarbo gaimardi) är en sydamerikansk fågel i familjen skarvar inom ordningen sulfåglar.

## Utseende
Rödfotad skarv är en stor (76 cm) och mycket karakteristisk skarvart som lätt kan skiljas från andra skarvar i området på röda fötter, grå eller brungrå dräkt och en tydlig vit fläck på halssidan. Adulta fågeln har i övrigt röd näbbrot och silvergrå fjäderdräkt. I flykten syns ett ljust fält på övre vingtäckarna bildat av vita fläckar. Ungfågeln liknar den adulta men är brungrå på ovansidan och undertill vit på hakan och buken men gråbrun på bröstet.

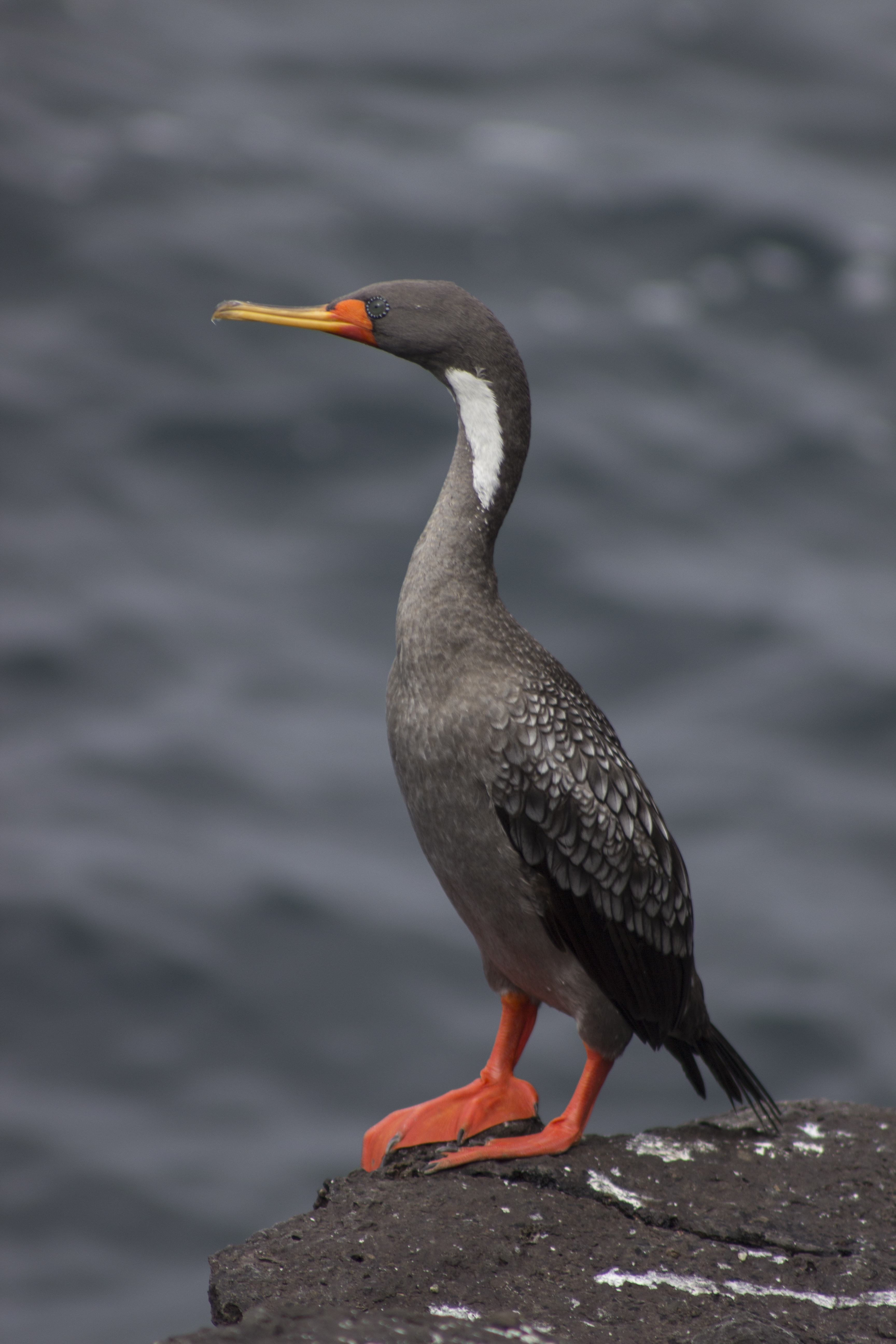

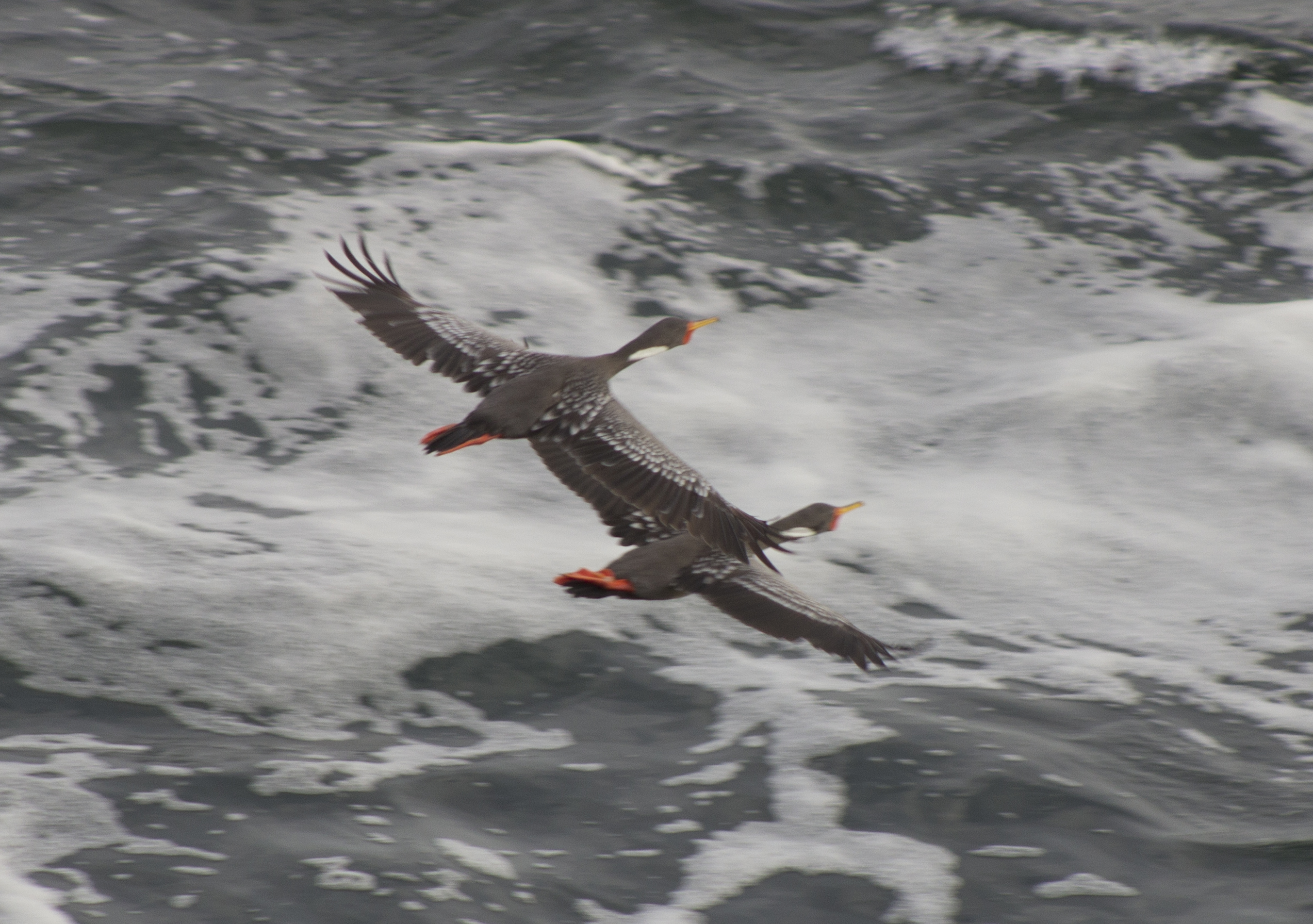
Rödfotad skarv i flykten.

## Utbredning och systematik
Rödfotad skarv förekommer i kustnära områden i Peru och Chile med en isolerad population i södra Argentina. Tillfälligt har den påträffats i södra Ecuador och i Magellansundet. Den behandlas som monotypisk, det vill säga att den inte delas in i några underarter.

### Släktestillhörighet
Fågeln placeras liksom de allra flesta skarvar traditionellt i släktet Phalacrocorax. Efter genetiska studier som visar på att Phalacrocorax består av relativt gamla utvecklingslinjer har det delats upp i flera mindre, varvid rödfotad skarv lyfts ut den till det egna släktet Poikilocarbo.

### Skarvarnas släktskap
Skarvarnas taxonomi har varit omdiskuterad. Traditionellt har de placerats gruppen i ordningen pelikanfåglar (Pelecaniformes) men de har även placerats i ordningen storkfåglar (Ciconiiformes). Molekulära och morfologiska studier har dock visat att ordningen pelikanfåglar är parafyletisk. Därför har skarvarna flyttats till den nya ordningen sulfåglar (Suliformes) tillsammans med fregattfåglar, sulor och ormhalsfåglar.

## Levnadssätt
Rödfotad skarv är en kustbunden fågel som häckar i enstaka par eller smågrupper, vanligen i grottor, i tropikerna året runt men i Chile oktober–januari. Den lever huvudsakligen av fisk som den dyker efter.

## Status
Rödfotad skarv har en relativt liten världspopulation uppskattad till endast mellan 19.400 och 20.300 vuxna individer. Den tros också minska relativt kraftigt på grund av icke hållbar exploatering och dödlighet i fiskeindustrin. Internationella naturvårdsunionen IUCN kategoriserar den därför som nära hotad.

## Namn
Fågelns vetenskapliga artnamn hedrar Joseph Paul Gaimard (1793-1858), fransk naturforskare och upptäcktsresande. På svenska har den även kallats gråskarv.